# Station Bajalinggei
Bajalinggei is een spoorwegstation in Serdang Bedagai in de Indonesische provincie Noord-Sumatra.